# Thugs Are Us
Thugs Are Us è il quarto album in studio del rapper statunitense Trick Daddy, pubblicato nel 2001.

## Tracce
1. Intro – 0:33
2. I'm a Thug – 4:14
3. Where U From – 4:53
4. Noodle – 3:35
5. Take It To Da House (feat. Trina & The Slip-N-Slide Express) – 3:46
6. Thump in the Trunk (skit) – 1:12
7. Can't Fuck with the South (feat. JV) – 3:58
8. Survivin' the Drought – 3:47
9. Pull Over (Remix) – 3:31
10. Have My Cheese (feat. JV & Money Mark Diggla) – 2:54
11. Bricks & Marijuana (feat. Kase) – 4:07
12. N Word – 3:08
13. 99 Problems (feat. Money Mark Diggla) – 3:04
14. For All My Ladies – 3:23
15. The Hotness – 4:32
16. Somebody Shoulda Told Ya – 3:51
17. Amerika (feat. Society) – 4:23
18. Duece Poppi Snippet (Duece Poppi) – 3:42